# Grupo Ciencia, Razón y Fe
El grupo Ciencia, Razón y Fe (CRYF)  está formado por un grupo de profesores docentes en la Universidad de Navarra. Tiene como fin promover el estudio interdisciplinar de cuestiones en las que se relacionan las ciencias, la filosofía y la religión. Las actividades del grupo abarcan tres ámbitos estrechamente entrelazados: la investigación, la docencia y la divulgación.

## Historia
Los inicios del grupo CRYF se remontan a las conversaciones informales que, a finales del siglo XX, mantenían los profesores Mariano Artigas († 2006) y Carlos Pérez († 2005) sobre cuestiones y debates interdisciplinares referentes a la relación entre ciencia y fe.
El grupo se creó en el año 2002. Sus miembros fundadores fueron los profesores Mariano Artigas, Juan Luis Lorda, Antonio Pardo, Carlos Pérez, Francisco Gallardo y Santiago Collado. Desde su inicio, además de otros docentes de la Universidad de Navarra, el grupo ha incorporado como miembros colaboradores a intelectuales de prestigio en los temas de interés: Evandro Agazzi, William Shea, Juan Arana y Tito Arecchi son algunos de los colaboradores con los que cuenta actualmente.
El profesor Artigas fue nombrado director del grupo, cargo que ejerció hasta su fallecimiento. La aportación de su producción intelectual, que ha heredado el grupo como su legado, se podría resumir en haber contribuido a dar unidad y manifestar la relación existente entre la ciencia y la religión. En esa tarea, aparece la necesidad de no reducir el pensamiento a la mera racionalidad científica, entendiendo aquí la ciencia como ciencia empírica o experimental. El nombre del grupo refleja esta convicción: ciencia, razón y fe. El CRYF es considerado actualmente uno de los centros que más ha contribuido a explorar el terreno común compartido por ciencias, filosofía y teología en el sur de Europa.
El CRYF ha recibido financiación de la Fundación Templeton en dos ocasiones. En 2006, para el proyecto titulado “The Human Singularity: The Origin, Nature, and Destiny of the Human Being” y en 2011, con motivo de la puesta en marcha de las “Mariano Artigas Memorial Lectures”. Las Lecciones Mariano Artigas se celebran cada dos años en octubre y tienen una doble finalidad: rendir homenaje a la figura del profesor Artigas y reconocer el trabajo realizado por el conferenciante invitado en el ámbito de las relaciones entre ciencia y religión. En 2011 el ponente fue William Shea, en 2013 Karl Giberson y en 2015 Giuseppe Tanzella-Nitti. En 2017 ha recibido dicho encargo el filósofo español Juan Arana. En 2019 fue John Hedley Brooke y en 2021 fue Juan José Sanguineti.

### Directores del CRYF
- Mariano Artigas, físico, filósofo y sacerdote (2002-2006)
- Héctor Mancini, catedrático de física (2007-2010)
- José Manuel Giménez Amaya, neurocientífico, filósofo y sacerdote (2010-2016)
- Javier Sánchez Cañizares, físico, teólogo y sacerdote (2016-2022)
- Santiago Collado, físico, filósofo y sacerdote (desde enero de 2022)

## Intereses y objetivos
En términos generales los intereses del CRYF se centran en mantener el diálogo entre ciencia, razón y fe sobre las grandes cuestiones. Concretamente, los temas principales de interés son los siguientes:
- Origen del hombre, de la vida y del universo
- Naturaleza y causas de la evolución
- Relaciones mente-cerebro
- Relaciones entre ciencia y verdad
- Relaciones entre ciencia y religión
- Orden, complejidad y finalidad
- Debates ciencia-fe clásicos (caso Galileo)[5] y actuales (creacionismo y evolucionismo)

Son objetivos más concretos del grupo: promover entre los miembros la investigación y publicación de trabajos sobre los diferentes temas de interés; desarrollar lecciones y material didáctico para la docencia dentro y fuera de la universidad; mantener disponible, a través de Internet, un archivo documental sobre las áreas de interés que sirva como material científico para la docencia y otras actividades divulgativas; y promover la organización de actividades, colaboraciones y reuniones científicas que puedan ayudar a conseguir la finalidad del grupo.

## Actividades y algunos resultados
El CRYF organiza mensualmente seminarios abiertos con ponentes invitados seguidos de un coloquio, en el que se intercambian ideas entre profesionales procedentes de diversos ámbitos metodológicos como la teología, la física, la medicina, la filosofía y la biología. Son publicados en el canal de YouTube de la Universidad de Navarra. Los seminarios pueden tener también el formato de mesa redonda o de workshop. Especial mención merece el workshop organizado por el CRYF en colaboración con el “Thomas More Institute” de Londres, en 2009, para estudiar la figura de Mariano Artigas. Las actas de dicha reunión dieron lugar al libro “Science and Faith Within Reason”.
En colaboración con la Universidad Nicolás Copérnico de Toruń (Polonia), el CRYF publica dos veces al año la revista científica interdisciplinar “Scientia et Fides”. En acceso abierto, la revista da a conocer artículos originales que abordan las relaciones entre ciencia y religión desde diversas perspectivas. El segundo número de 2016 fue un fascículo especial con motivo del décimo aniversario del fallecimiento de Mariano Artigas.
En ámbito docente, el grupo imparte en la Universidad de Navarra tres asignaturas sobre cuestiones de ciencia y religión. También colabora periódicamente en el curso de actualización del Instituto Superior de Ciencias Religiosas de la misma Universidad. Los miembros del CRYF están disponibles para impartir seminarios o conferencias de divulgación sobre los temas de interés a las entidades que lo pidan. Varios colegios, fundaciones culturales y universidades han solicitado ya este tipo de conferencias en diversos lugares de España, Europa y Latinoamérica.